# Журомин
Журомин (пол. Żuromin)  —  город  в Польше, входит в Мазовецкое воеводство,  Журоминский повят.  Имеет статус городско-сельской гмины. Занимает площадь 11,11 км². Население — 8997 человек (на 2006 год).

## Известные уроженцы
- Пётр Малаховский — легкоатлет.
- Лукаш Теодорчик — футболист.